# 人間環境学研究科
人間環境学研究科（にんげんかんきょうがくけんきゅうか、英称：The Graduate School of Human Environment of Sciences）は、日本の大学院研究科のうち、人間環境にまつわる自然科学（自然学、環境学）、人文科学または社会科学など学際領域に関する高度な教育・研究を行う機構の1つである。具体的な研究分野については人間環境学部、環境学部、人文科学部または社会学部、国際関係学部なども参照。

## 概要
主に、人間環境学部の上位に連続した形で設置され、博士前期課程（修士課程）および博士後期課程（博士課程）あるいはそれに相当する課程で構成される。学位は、修士課程は修士（人間環境学）を、博士課程は博士（人間環境学）を修めることができる。包摂する領域を掲げる研究科、専攻またはコースは、それに相当する専攻名称等に応じた学位を修める。

## 人間環境学研究科を置く大学院
公立
- 福岡女子大学大学院（2000年度～）

私立
- 東海大学大学院（2007年度～）
- 人間環境大学大学院（2003年度～）
- 大阪産業大学大学院（2005年度～）

## 人間環境学研究科と類似する研究科名称
- 兵庫県立大学大学院 環境人間学研究科
- 京都大学大学院 人間・環境学研究科
- 神戸大学大学院 人間発達環境学研究科

## 人間環境学を専攻できる他の研究科名称
- 東京大学大学院 新領域創成科学研究科 環境学研究系 人間環境学専攻
- 九州大学大学院 人間環境学研究院・人間環境学府

## 人間環境学を包摂している他の研究科名称
- 千葉大学大学院 自然科学研究科 人間環境デザイン科学専攻
- 中央大学大学院 理工学研究科 都市人間環境学専攻
- 東京工業大学大学院 総合理工学研究科 人間環境システム専攻